# Ernst August Dölle
Ernst August Dölle (* 1. Juli 1898 in Gifhorn; † 8. Mai 1972 in Konstanz) soll von 1928 bis 1968 Professor für Psychologie und Pädagogik an der Wirtschaftshochschule in Konstanz gewesen sein (eine solche Hochschule als Vorläufer der 1966 gegründeten Universität Konstanz ist jedoch nicht belegt).
Der Lebensweg von Dölle wird als einigermaßen abenteuerlich beschrieben. Nach dem Abitur soll er im Herbst 1915 Knall auf Fall Soldat geworden sein. In einer Dölle-Biografie wird angedeutet, dass er diesen Knall ins Unterbewusstsein verdrängt haben könnte, wodurch möglicherweise sein ganzer Lebenslauf beeinflusst wurde. Nach der Grundausbildung soll Dölle als Ballonbeobachter bei Verdun eingesetzt worden sein, wobei er abstürzte und in einem Gartenzaun notlandete. Im Lazarett soll eine schwere Hörstörung festgestellt worden sein, die durch den Sprachtheoretiker Karl Bühler behandelt wurde. Er soll Dölle als Therapie geraten haben, sich mit der Musik von Otto Jägermeier zu beschäftigen, insbesondere mit dessen Hauptwerk Klang und Nichtklang. Nach dem Ersten Weltkrieg soll Dölle Psychologie studiert haben, wobei er sich besonders der zweiwertigen Seelenlogik widmete. Nach seiner Berufung nach Konstanz soll er eine sehr spezielle Lerntheorie entwickelt haben. Während der Nazi-Herrschaft soll Dölle depressiv geworden sein und auch in der Nachkriegszeit sehr zurückgezogen gelebt haben.
Erst 1974 wurde Dölle durch eine als Festschrift zum Gedächtnis herausgegebene Aufsatzsammlung als Seelenforscher, Erkenntnistheoretiker und Universalgelehrter wieder mehr bekannt. Die Festschrift war ein Beitrag zum sogenannten Positivismusstreit in den Sozialwissenschaften. Herausgegeben wurde sie von Theo Herrmann, Beiträge steuerten u. a. Wissenschaftler wie Hans Albert, Mario von Cranach, Thomas Ellwein, Otto Ewert, Klaus Foppa, Carl Friedrich Graumann, Kurt-Hermann Stapf, Werner Tack und Walter Toman bei.
Ende 1974 behauptete Der Spiegel in einer Besprechung des Buches, dass Dölle „nie gelebt hat“.
Dölle (angeblich 1898 geboren) erscheint auf einer auf das Jahr 2010 datierten Fotografie des Hauptgebäudes der Humboldt-Universität zu Berlin; im Personenregister wird er mit der Seitenzahl des Fotos aufgeführt. Ein 2012 erschienener Konferenzbeitrag eines Ernesto A. Dölle ordnet ihn der Universität von Santiago, Chile zu.
Es erscheint sehr wahrscheinlich, dass die Existenz Dölles ein wissenschaftlicher Witz ist. Von einigen Akademikern wird das Andenken an Dölle weiterhin gepflegt, u. a. durch Zitationen und Augenzeugenberichte (von denen einige behaupten, Dölles Tod sei nicht gesichert). So hat Dölle seit 2009 eine eigene Seite in der Internetpräsenz der Heinrich-Heine-Universität Düsseldorf. Auch in einem Standardlehrbuch der Differentiellen Psychologie, das einige Kurzbiografien führender Köpfe enthält, taucht ohne jeden relativierenden Kommentar eine Kurzbiografie Dölles auf. Zur Düsseldorfer Biografie gibt es inhaltliche Überschneidungen und Unterschiede; das Foto ist ein anderes. Kurt-Hermann Stapf (Universität Tübingen) betreibt an der Universität Tübingen eine Ernst-August-Dölle-Seite, der zufolge es eine Ernst-August-Dölle-Gesellschaft gibt. Die Universität Ulm nahm für numerische Simulationen im Jahr 2018 den „Dölle“-High-Performance-Computing-Cluster in Betrieb. Mit 1.8 Teraflops pro Sekunde wäre der Dölle-Cluster der fünftschnellste Supercomputer der Welt, wenn ab dem Jahr 2000 keine Computer mehr gebaut worden wären.